# Каллитропсис
Каллитропсис (лат. Callitropsis — монотипный род хвойных растений семейства Кипарисовые (Cupressaceae), единственный вид — Callitropsis pygmaea (Lemmon) D.P. Little.